# Les Aventures de Gulliver
Pour les articles homonymes, voir Gulliver.
Les Aventures de Gulliver (The Adventures of Gulliver) est une série télévisée d'animation américaine en 17 épisodes de 26 minutes, créée d'après Les Voyages de Gulliver de Jonathan Swift, et diffusée entre le 14 septembre 1968 et le 4 janvier 1969 sur le réseau ABC.
En France, la série a été diffusée pour la première fois le 31 juillet 1978 sur TF1 dans l'émission Acilion et sa bande.

## Synopsis
Pris dans une tempête en mer, le fils de Gulliver et son petit chien s'échouent sur une île...

## Production
Cette série est très librement adaptée du roman Les Voyages de Gulliver (Gulliver’s Travels), écrit par Jonathan Swift en 1721. Dans ce dessin animé, c'est le fils de Gulliver qui vit des aventures.

## Fiche technique
- Titre original : The Adventures of Gulliver
- Titre français : Les Aventures de Gulliver
- Réalisateur : William Hanna, Joseph Barbera
- Scénaristes : Joe Ruby, Ken Spears, Howard Swift
- Musique : Ted Nichols
- Production : William Hanna, Joseph Barbera, Lew Marshall
- Sociétés de production : Hanna-Barbera Productions
- Pays d'origine : États-Unis
- Langue : anglais
- Nombre d'épisodes : 17 (1 saison)
- Durée : 26 minutes
- Dates de première diffusion : 
  -  États-Unis : 14 septembre 1968 sur ABC
  -  France : 31 juillet 1978 sur TF1

## Distribution

### Voix originales
- Jerry Dexter : Gary Gulliver (Thomas Gulliver en VF)
- Herb Vigran : Glum

## Épisodes
1. Le Périlleux Voyage (Dangerous Journey)
2. Perdus dans la vallée (The Valley of Time)
3. La Capture (The Capture)
4. Les Vikings (The Tiny Vikings)
5. L’Étang défendu (Forbidden Pool)
6. Lilliputiens en péril (The Perils of the Lilliputs)
7. Le Méchant Capitaine (Exit Leech)
8. L'Ouragan (Hurricane Island)
9. La Forêt mystérieuse (Mysterious Forest)
10. L'Homme de l'année (Little Man of the Year)
11. Pris au piège (The Rescue)
12. La Potion magique (The Dark Sleep)
13. Un anniversaire mouvementé (The Runaway)
14. Le Bal masqué (The Masquerade)
15. Le Vol de la couronne (The Missing Crown)
16. Le Défi (Gulliver's Challenge)
17. Le Héros (The Hero)